# David Weber
David Mark Weber (* 24. října 1952, Cleveland, Ohio, USA) je americký spisovatel science fiction a fantasy. Vystudoval historii, politiku, anglickou literaturu a sociologii. Nyní žije v Greensville v Jižní Karolíně.
Mnohá jeho díla mají silně militaristický náboj a odehrávají se v námořnickém prostředí. Je řazen mezi autory military science fiction. V jeho příbězích je zobrazován velmi komplexní a propracovaný svět – a to jak po stránce technologické tak sociální. Dokonce i když píše fantasy, je magie pojímána spíše jako jiná technologie s vlastními zákony a principy.
Nejznámějším z jeho hrdinů je Honor Harringtonová. Kolem této hrdinky vystavěl autor celý vesmír známý pod názvem „Honorverse“. Ten zahrnuje víc než dvanáct románů a několik sbírek povídek. Vesmír má vlastní politiku, pokročilé technologie, náboženství, kulturu i faunu a flóru. Hlavní příběh se však odehrává kolem válečného konfliktu mezi Mantichorským královstvím a Lidovou republikou Haven. Před Honor staví autor nelehké úkoly, které tato překonává svou odvahou, taktikou a vůlí, s níž jako kapitánka křižníků motivuje svou posádku k nejlepším výkonům.
Ve fanouškovských kruzích je známý také jako MWW (Mad Wizard Weber - Šílený čaroděj Weber), díky své historii při hraní RPG (Role Playing Games - her na hrdiny).

## Dílo

### Série o Honor Harringtonové
- Stanice Bazilišek, Polaris, 2000, ISBN 80-85911-67-1 (On Basilisk Station, 1993)
- Čest královny, Polaris, 2000, ISBN 80-85911-76-0 (The Honor of the Queen, 1993)
- Krátká vítězná válka, Polaris, 2001, ISBN 80-85911-84-1 (The Short Victorious War, 1994)
- Pole potupy, Polaris, 2001, ISBN 80-85911-93-0 (Field of Dishonor, 1994)
- V exilu, Polaris, 2002, ISBN 80-7332-007-X (Flag in Exile, 1995)
- Mezi piráty, Polaris, 2003, ISBN 80-7332-016-9 (Honor Among Enemies, 1996)
- V rukou nepřítele, Polaris, 2004, ISBN 80-7332-036-3 (In Enemy Hands, 1997)
- Ozvěny cti, Polaris, 2004, ISBN 80-7332-043-6 (Echoes of Honor 1998)
- Popel vítězství, Polaris, 2005, ISBN 80-7332-066-5 (Ashes of Victory, 2000)
- Válka cti, Polaris, 2006, ISBN 80-7332-084-3 (War of Honor, 2002)
- Za každou cenu, Polaris, 2009, ISBN 978-80-7332-143-7 (At All Costs, 2005)
- Honořina mise, Polaris, 2013, ISBN 978-80-7332-201-4 (Mission of Honor, 2010)
- Sílící bouře, Polaris, 2014, ISBN 978-80-7332-216-8 (A Rising Thunder, 2012)
- Nekompromisní Honor, Polaris, 2024, ISBN 978-80-7332-524-4 (Uncompromising Honor, 2018)

### Další knihy ze světa Honor Harringtonové
Romány:
řada Torch:
- Koruna otroků, Polaris, 2008, ISBN 978-80-7332-112-3 (Crown of Slaves, 2003) – s Erikem Flintem
- Pochodeň svobody, Polaris, 2011, ISBN 978-80-7332-167-3 (Torch of Freedom, 2009) – s Erikem Flintem
- Kotel duchů, Polaris, 2024 , ISBN 978-80-7332-558-9, (Cauldron of Ghosts, 2014) – s Erikem Flintem
- To End in Fire, ISBN 978-1982125646, 2021 – s Erikem Flintem

řada Saganami:
- Ve stínu Saganamiho, Polaris, 2009, ISBN 978-80-7332-130-7 (The Shadow of Saganami, 2004)
- Úder ze stínů, Polaris, 2012, ISBN 978-80-7332-184-0 (Storm from the Shadows, 2009)
- Stín svobody, Polaris, 2015, ISBN 978-80-7332-226-7, (Shadow of Freedom, 2013)
- Stín vítězství, Polaris, 2019, ISBN 978-80-7332-428-5, (Shadow of Victory, 2016)

řada pro mládež:
- A Beautiful Friendship, ISBN 978-1-4516-3747-2, 2011
- Fire Season, ISBN 978-1-4516-3840-0, 2012 – s Jane Linskoldovou
- The Treecat Wars, ISBN 978-1-4516-3933-9, 2013 – s Jane Linskoldovou
- A New Clan, ISBN 978-1-9821-9189-4, 2022 – s Jane Linskoldovou

řada Vzestup Mantichory:
- Volání povinnosti, Polaris, 2017, ISBN 978-80-7332-349-3, (A Call to Duty, 2014) – s Timothym Zahnem
- Volání do zbraně, Polaris, 2017, ISBN 978-80-7332-378-3, (A Call to Arms, 2015) – s Timothym Zahnem a Thomasem Popem
- Volání po odplatě, Polaris, 2023, ISBN 978-80-7332-510-7, (A Call to Vengeance, 2018) – s Timothym Zahnem a Thomasem Popem
- (A Call to Insurrection, 2022) – s Timothym Zahnem a Thomasem Popem

Sbírky povídek jejichž editorem je David Weber
- Víc než čest, Polaris, 2003, ISBN 80-7332-028-2 (More than Honor, 1998)
  - David Weber: Nádherné přátelství
  - David Drake: Velký výlet
  - S. M. Sterling: Výbuch šrapnelu
  - David Weber: Vesmír Honor Harringtonové
- Světy Honor Harringtonové, Polaris, 2004, ISBN 80-7332-051-7 (Worlds of Honor, 1999)
  - Linda Evansová: Zatoulánek
  - David Weber: Čím se platí za sny?
  - Jane Lindskoldová: Královnin gambit
  - David Weber: Svízelná cesta domů
  - Roland J. Green: Přepad
- Měnitelka světů, Polaris, 2006, ISBN 80-7332-070-3 (Changer of Worlds, 2001)
  - David Weber: Kadet Harringtonová
  - David Weber: Měnitelka světů
  - Eric Flint: Až se Vysočina propadne
  - David Weber: Soumrak
- Ve službách Meče, Polaris, 2007, ISBN 80-7332-093-2 (The Service of the Sword, 2003)
  - Jane Linskoldová: Země zaslíbená (Promised Land)
  - Timothy Zahn: Jednou ranou (With One Stone)
  - John Ringo, Victor Mitchell: Loď jménem Francis (A Ship Named Francis)
  - John Ringo: Zaletíme si do Prahy (Let's Go to Prague)
  - Eric Flint: Fanatik (Fanatic)
  - David Weber: Ve službách Meče (The Service of the Sword)
- Ukuti v ohni, Polaris, 2013, ISBN 978-80-7332-205-2 (In Fire Forged, 2011)
  - Jane Linskoldová: Bezcitní (Ruthless)
  - Timothy Zahn: Válečný akt (An Act of War)
  - David Weber: Smím prosit? (Let's Dance)
  - Pojednání o pancéřování válečných hvězdoletů (An Introduction to Modern Starship Armor Design)
- Beginnings, 2013
  - Charles E. Gannon: (By The Book)
  - Timothy Zahn: (A Call To Arms)
  - David Weber: (Beauty and the Beas)
  - Joelle Presby: (Obligated Service)
- House of Steel: The Honorverse Companion, 2013 První kompendia o Honorversu + nová povídka
  - David Weber: (I Will Build a House of Steel)
- What Price Victory?, 2023
  - Timothy Zahn a Thomase Pope: (Traitor)
  - Jane Lindskold: (Deception On Gryphon)
  - Jan Kotouč: (The Silesian Command)
  - Joelle Presby: (If Wishes Were Space Cutters)
  - David Weber: (First Victory)

### Heirs of Empire(Dahak, Fifth Imperium)
Společně vydáno jako Empire from the Ashes. Známé také jako Fifth Imperium či Dahak série.
- Mutineers' Moon, 1991
- The Armageddon Inheritance, 1993
- Heirs of Empire, 1996

### War God(Bahzell)
- Oath of Swords, 1994
- The War God's Own, 1998
- Wind Rider's Oath, 2004
- Sword Brother, povídka publikována 2007 spolu s Oath of Swords
- War Maid's Choice 2012
- The Sword of the South 2015

### Starfire
Knihy se odehrávají ve světě společenské hry Starfire, jejich spoluautorem je Steve White. Druhá a třetí kniha vyšly také dohromady pod názvem The Stars at War.
- Povstání, Polaris, 2006, ISBN 80-7332-074-6 (Insurrection, 1990)
- Křížová válka, Polaris, 2007, ISBN 978-80-7332-105-5 (Crusade, 1992)
- V bezvýchodném terénu, Polaris, 2010, ISBN 978-80-7332-156-7 (In Death Ground, 1997)
- The Shiva Option, 2002

### Empire of Man(Prince Roger, March Upcountry)
Napsáno společně s Johnem Ringem.
- Pochod vnitrozemím, Wales, 2007, ISBN 978-80-86939-12-4 (March Upcountry, 2001)
- Pochod k moři, Wales, 2009, ISBN 978-80-86939-23-0 (March to the Sea, 2001)
- Pochod ke hvězdám, Wales, 2009, ISBN 978-80-86939-30-8 (March to the Stars, 2003)
- We few, 2005

### Path of the Fury
- In Fury Born, 2006
- Path of the Fury, 1992

### Safehold
- Off Armageddon Reef, Tor, 2007, ISBN 0-7653-1500-9
- By Schism Rent Asunder, Tor, 2008, ISBN 978-0-7653-1501-4
- By Heresies Distressed, Tor, 2009, ISBN 978-0-7653-1503-8
- A Mighty Fortress, Tor, 2010, ISBN 978-0-7653-1505-2
- How Firm a Foundation, Tor, 2011, ISBN 978-0-7653-2154-1
- Midst Toil and Tribulation, Tor, 2012, ISBN 978-0-7653-2155-8
- Like a Mighty Army, Tor,2014, ISBN 978-0-7653-2156-5
- Hell's Foundations Quiver, Tor,2015 ISBN 978-0-7653-2187-9
- At the Sign of Triumph, Tor,2016 ISBN 978-0-7653-2558-7
- Through Fiery Trials, Tor,2019

### Další romány
- The Apocalypse Troll, 1998
- The Excalibur Alternative, 2001
- Bolo!
- Old soldiers
- 1933 – společně s Ericem Flintem